# Željeznički prevoz Crne Gore
Željeznički prevoz Crne Gore, ŽPCG (kyrillisch: Жељезнички превоз Црне Горе; deutsch: Eisenbahnverkehr von Montenegro) ist eine im Jahr 2008 gegründete Aktiengesellschaft, die zunächst für den Schienenpersonen- und den Schienengüterverkehr innerhalb Montenegros zuständig war, seit 2011 nur noch für den Schienenpersonenverkehr. Sie befindet sich zu 89 % in Staatsbesitz.

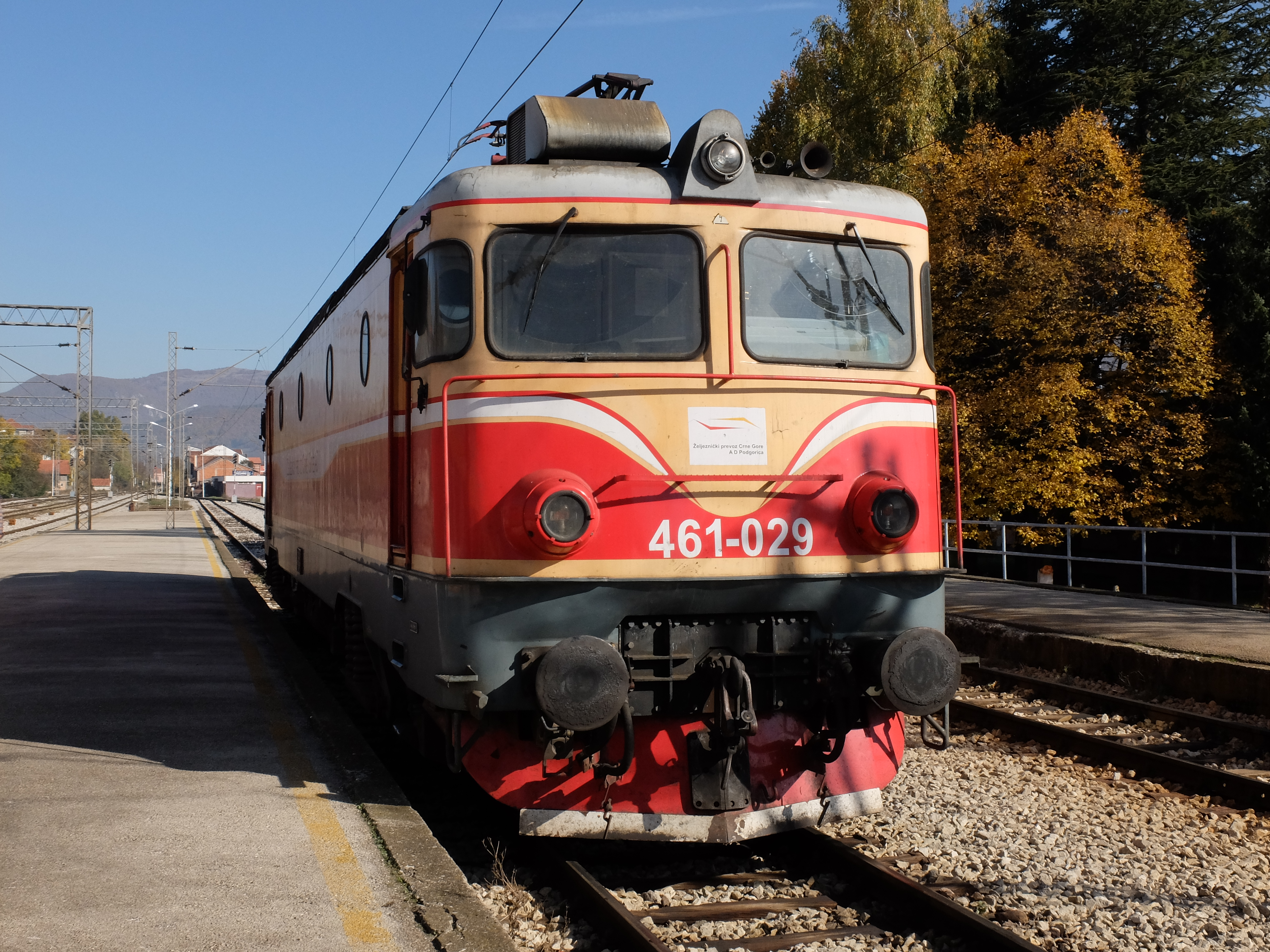
Lokomotive der ŽPCG der Baureihe 461-029 mit provisorischem neuen Firmenschild auf dem Bahnhof Bijelo Polje

## Geschichte
Nach der Unabhängigkeit Montenegros von der Föderation Serbien und Montenegro 2006 wurde die Aktiengesellschaft Željeznica Crne Gore, kyrillisch: Жељезница Црне Горе (ŽCG), deutsch: Eisenbahn von Montenegro, aus den von der Železnice Srbije, der Serbischen Staatsbahn, übernommenen Immobilien und dem Material als staatliches Unternehmen gegründet. Im Jahr 2008 wurde das Unternehmen unter Berücksichtigung der von der EU verabschiedeten Richtlinie zur Liberalisierung des europäischen Eisenbahnmarktes in zwei Einzelunternehmen aufgeteilt:

- Željeznička infrastruktura Crne Gore (ŽICG), kyrillisch: Железничка инфраструктура Црне Горе (ЖИЦГ) für die Eisenbahninfrastruktur,
- Željeznički prevoz Crne Gore (ŽPCG) für die Eisenbahnverkehrsleistungen.

Im Jahr 2011 wurde auf der 5. außerordentlichen Aktionärsversammlung der ŽPCG eine weitere Segmentierung beschlossen. Das führte zur Umstrukturierung mit der Gründung von zwei neuen Unternehmen
- Montecargo AD, kyrillisch: МОНТЕЦАРГО АД für den Schienengüterverkehr und die
- Održavanje željezničkih voznih sredstava (OŽVS), kyrillisch: Одржавање жељезничких возних средстава, für die Wartung der Schienenfahrzeuge.

Die ŽPCG ist seither nur noch für den Schienenpersonenverkehr in Montenegro zuständig. Der Firmensitz befindet sich in Podgorica, der Hauptstadt Montenegros.

## Fahrzeuge
Die aus Reisezugwagen bestehenden Züge im grenzüberschreitenden Personenverkehr auf der Hauptstrecke von Bar zur serbischen Grenze werden von sechsachsigen in Rumänien gebauten Lokomotiven der ehemaligen JŽ-Baureihe 461 gezogen. Auf dieser Strecke werden im Regionalverkehr auch Elektrotriebzüge der JŽ-Baureihe 412 eingesetzt, die in Riga in der damaligen Sowjetunion bei RVR gebaut wurden. Im Rangierdienst und auf der Strecke zur albanischen Grenze werden verschiedene Diesellokomotiven eingesetzt, meist die von General Motors stammenden EMD G16.
Seit 2013 werden auf den elektrifizierten Strecken auch des spanischen Herstellers CAF als Baureihe 6111 eingesetzt.
Die Wagenflotte besteht aus Wagen der Vorgänger-Bahnen und aus von anderen Ländern beschafften Reisezugwagen. So laufen im Tagesschnellzug Beograd–Bar ehemalige französische Fernverkehrswagen. Mit ihrer Klimaanlage und dem geschlossenen Abwassersystem zählen sie zu den moderneren Fernverkehrswagen der Balkanregion.

## Verkehr
Es gibt zwei Zuggattungen: Personenzüge (Lokalni voz) und Schnellzüge (Brzi voz). Die Personenzüge führen ausschließlich die 2. Klasse und halten in der Regel an allen Unterwegshalten. Als Schnellzüge verkehren ausschließlich die täglich (je nach Saison) ein oder zwei internationalen Zugpaare zwischen Belgrad und Bar, die zugleich Autoreisezüge sind. Sie führen die 1. und die 2. Klasse.

aktuelle Schienenfahrzeuge in Montenegro
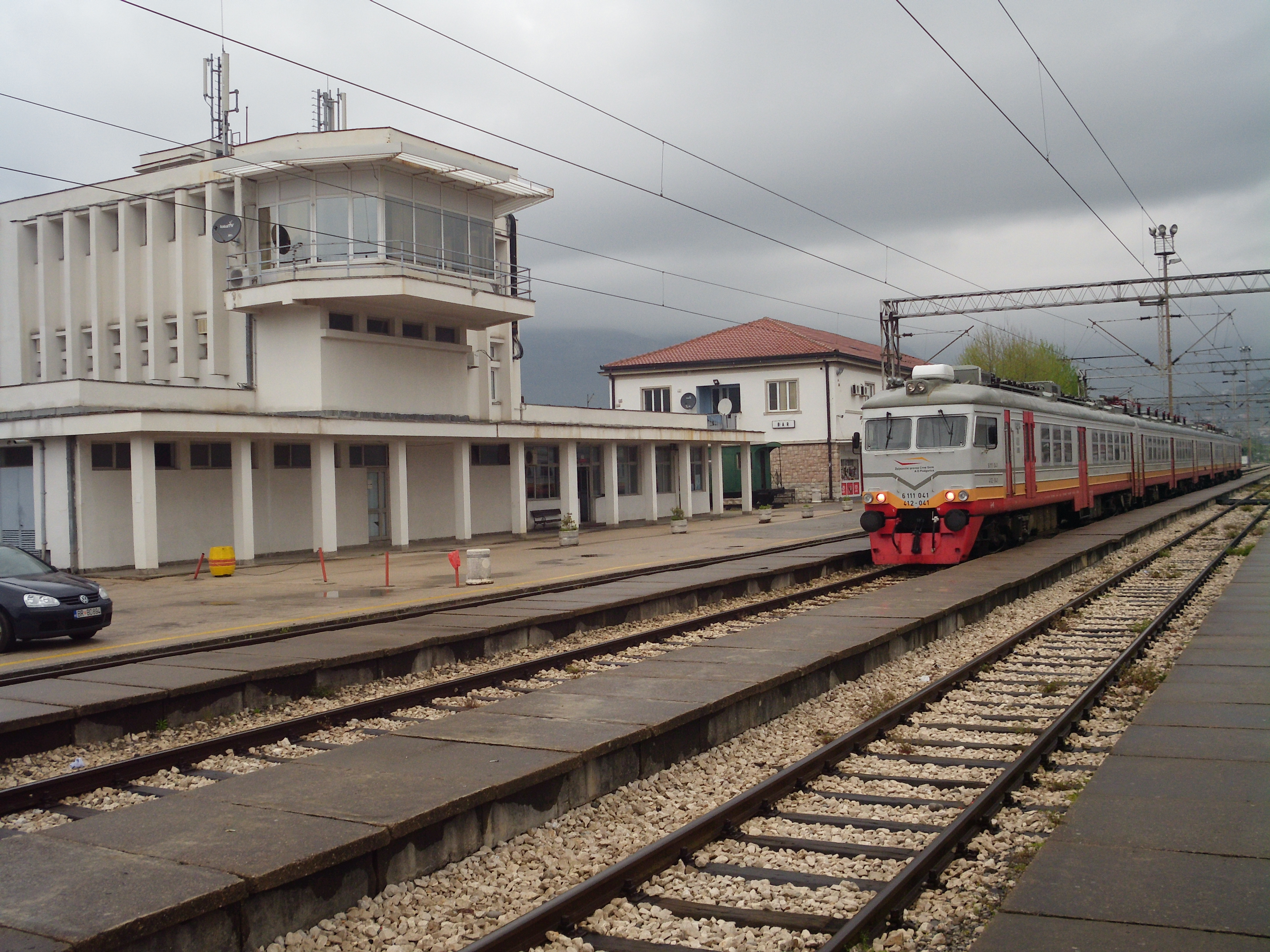
Bahnhof Bar mit Nahverkehrstriebwagen
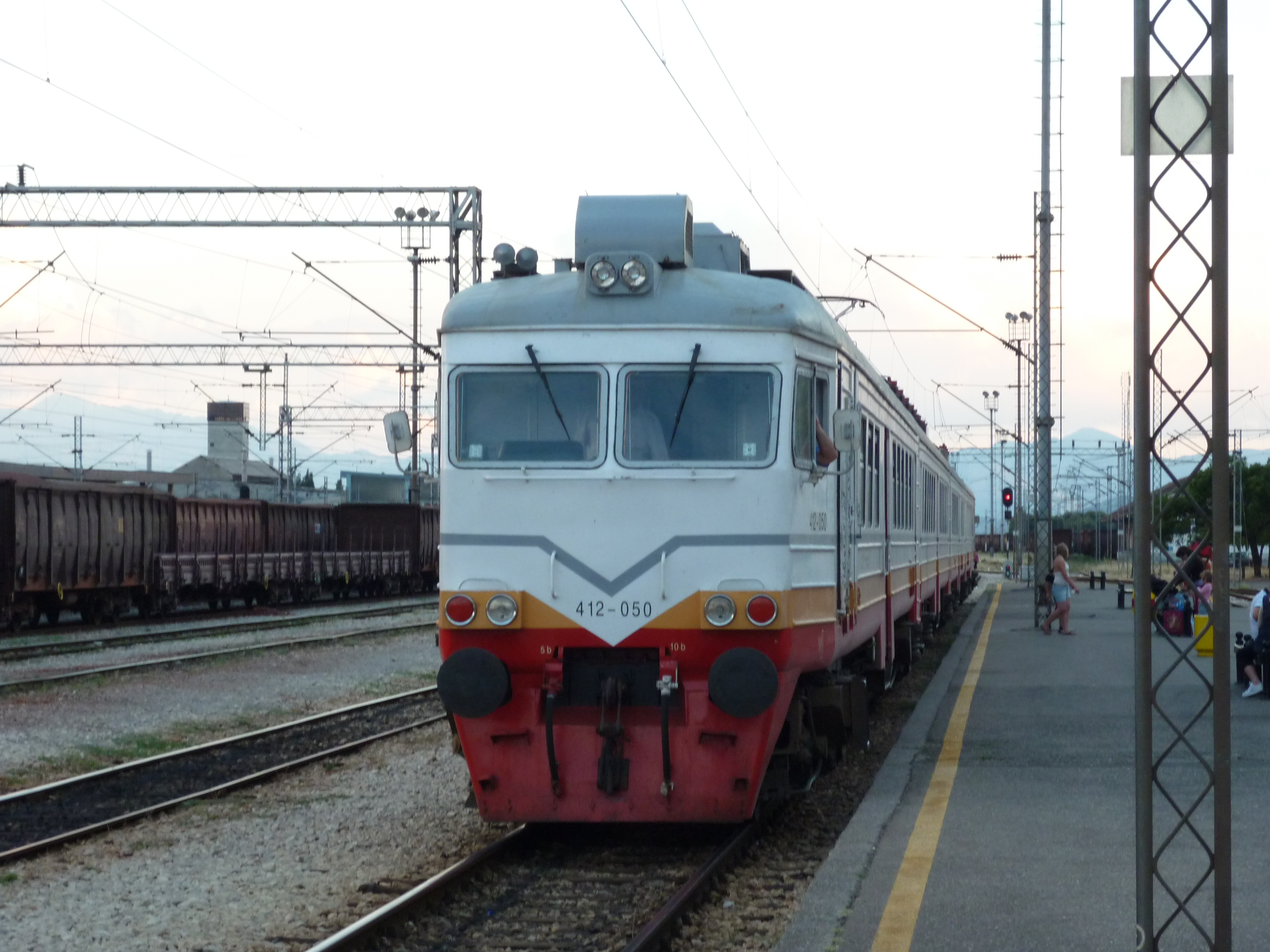
Baureihe 412 (Hersteller RVR) in Podgorica
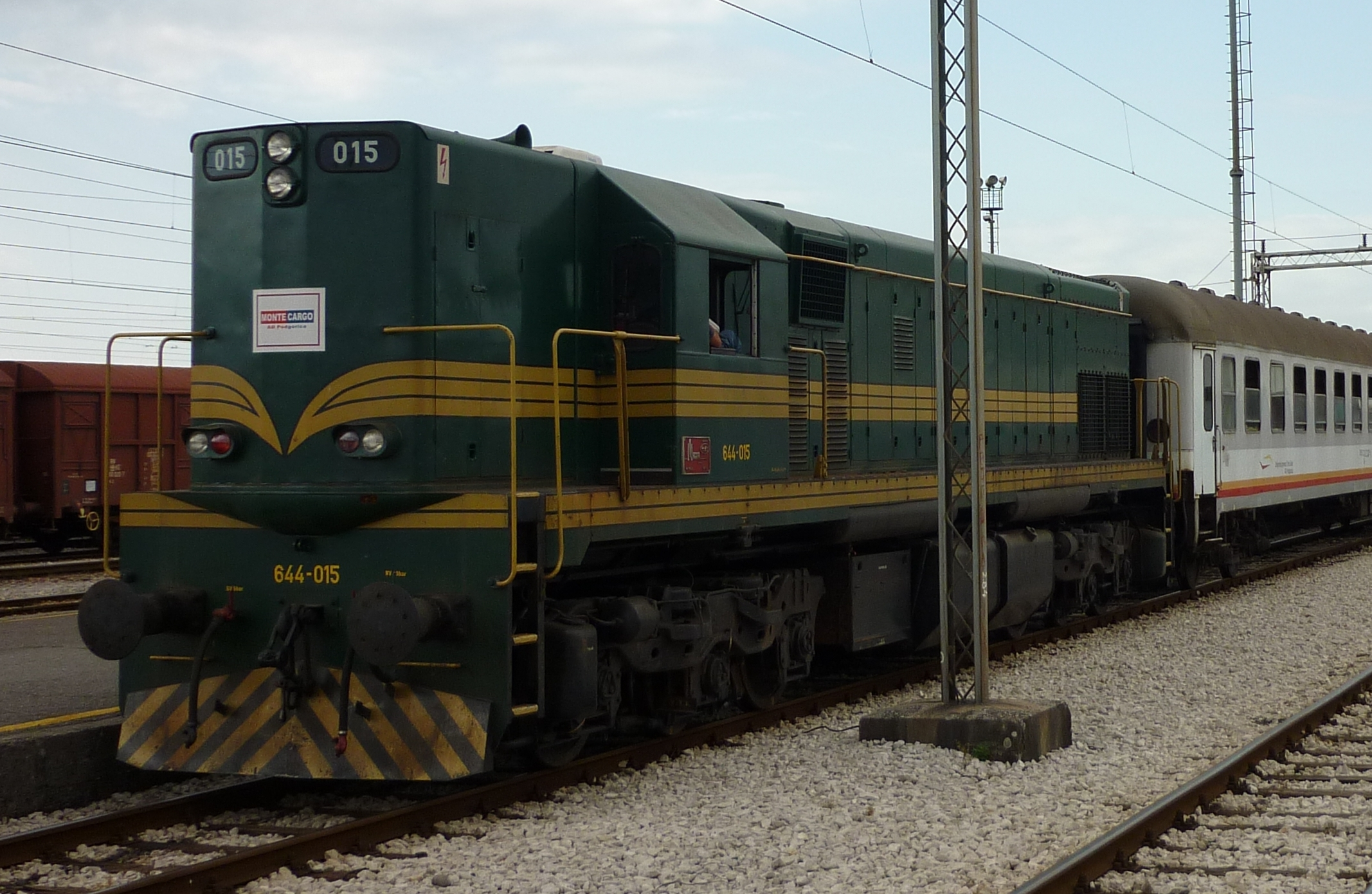
Baureihe 644 in Podgorica
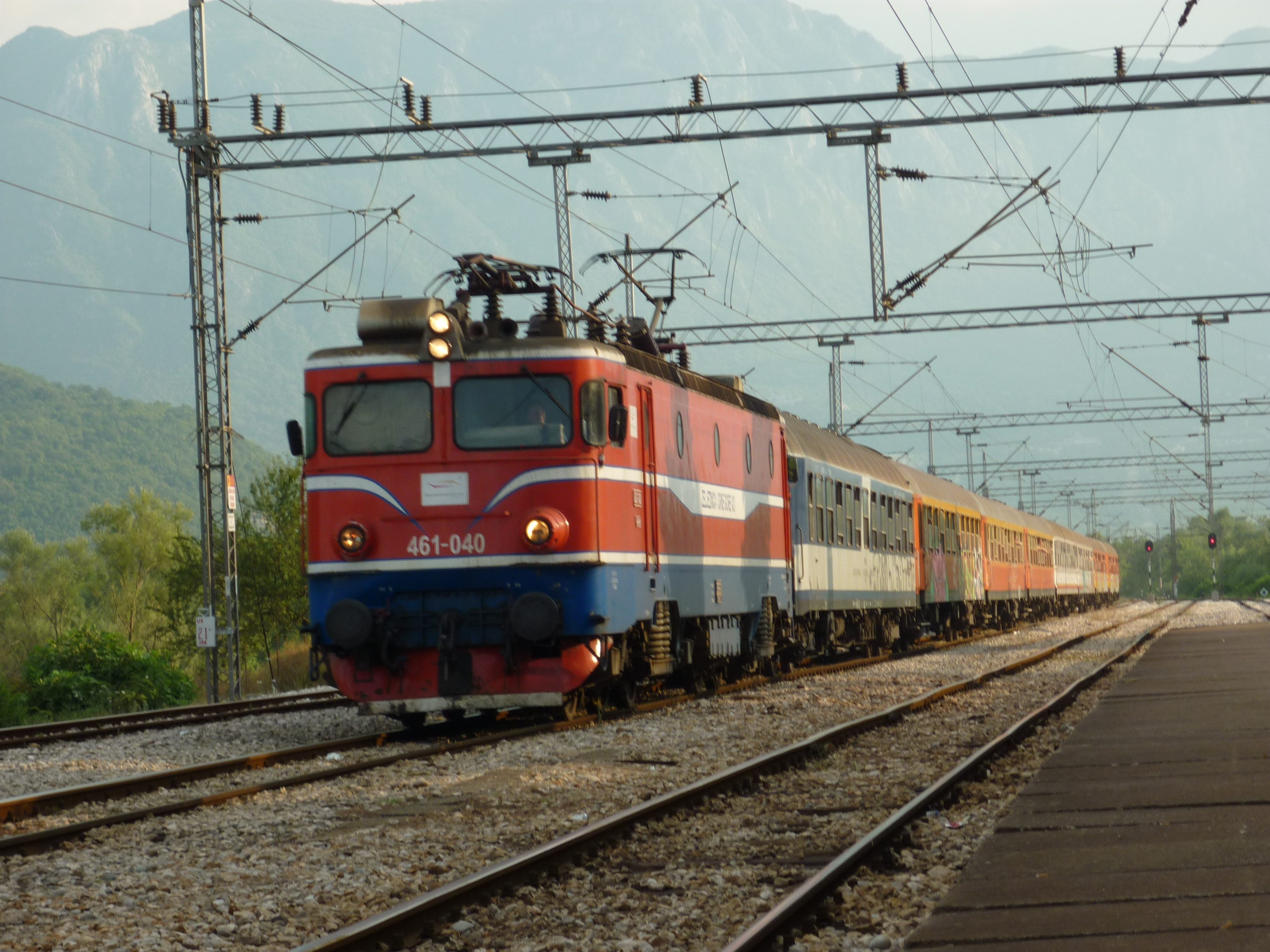
Schnellzug Belgrad–Bar mit Baureihe 461 in Virpazar
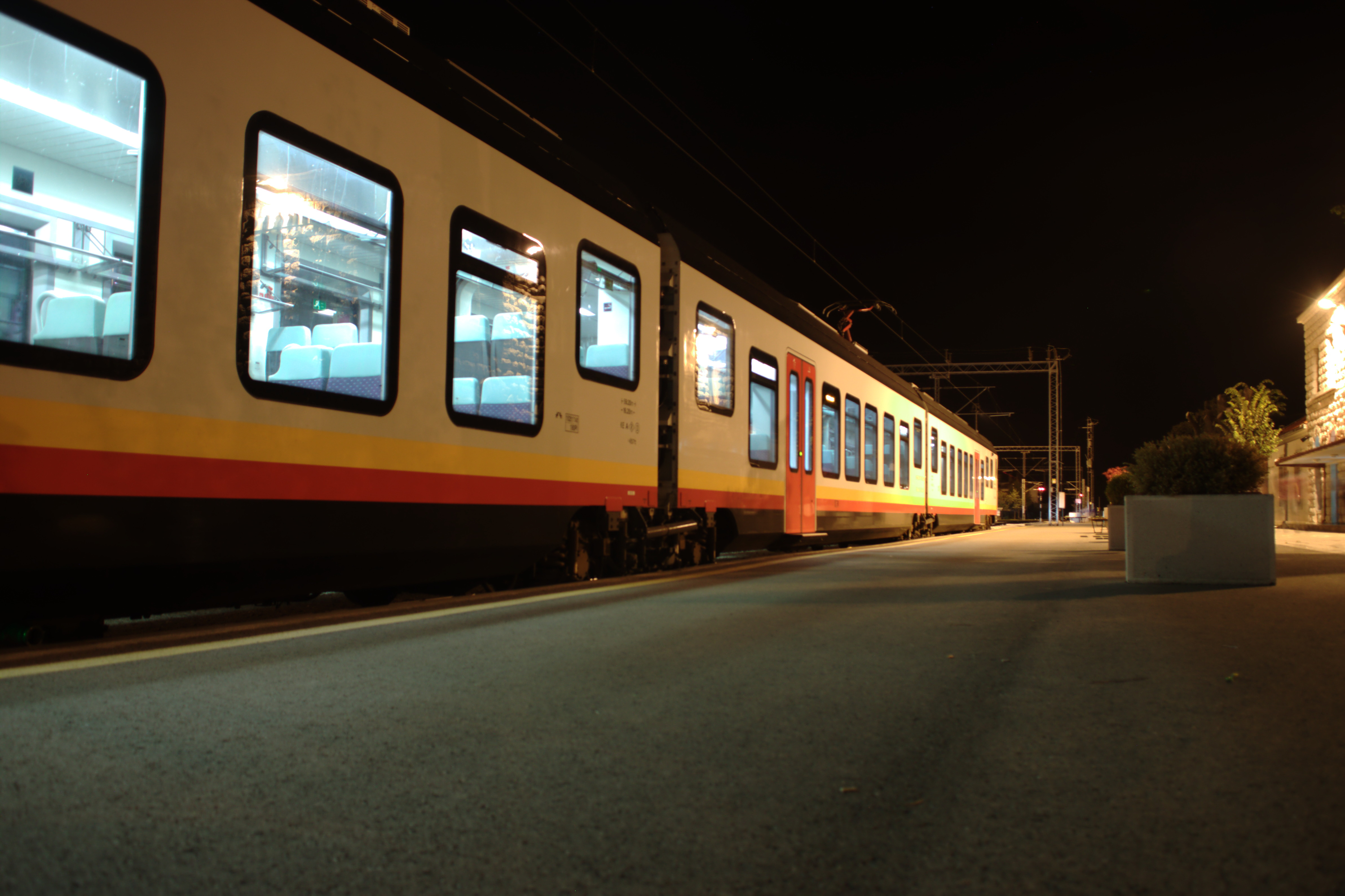
Nahverkehrszug Nikšić–Podgorica